# Kanton Nord-Toulois
Kanton Nord-Toulois (fr. Canton du Nord-Toulois) je francouzský kanton v departementu Meurthe-et-Moselle v regionu Grand Est. Tvoří ho 57 obcí. Zřízen byl v roce 2015.

## Obce kantonu
| - Aingeray - Andilly - Ansauville - Avrainville - Beaumont - Bernécourt - Boucq - Bouillonville - Bouvron - Bruley - Charey - Domèvre-en-Haye - Dommartin-la-Chaussée - Essey-et-Maizerais - Euvezin - Flirey - Fontenoy-sur-Moselle - Francheville - Gézoncourt | - Gondreville - Griscourt - Grosrouvres - Hamonville - Jaillon - Jaulny - Lagney - Limey-Remenauville - Lironville - Liverdun - Lucey - Mamey - Mandres-aux-Quatre-Tours - Manoncourt-en-Woëvre - Manonville - Martincourt - Ménil-la-Tour - Minorville - Noviant-aux-Prés | - Pannes - Rembercourt-sur-Mad - Rogéville - Rosières-en-Haye - Royaumeix - Saint-Baussant - Saizerais - Sanzey - Seicheprey - Sexey-les-Bois - Thiaucourt-Regniéville - Tremblecourt - Trondes - Velaine-en-Haye - Viéville-en-Haye - Vilcey-sur-Trey - Villers-en-Haye - Villey-Saint-Étienne - Xammes |